# Andrea Giordana
Andrea Giordana (né le 27 mars 1946 à Rome, en Italie) est un acteur italien.

## Biographie
Né à Rome le 27 mars 1946, Andrea Giordana est un enfant de la balle, ses parents sont les acteurs Claudio Gora et Marina Berti.
Il commence sa carrière à la télévision en 1966 avec Il Conte di Montecristo, puis l'Eneide (1971) et dans une série TV en 3 épisodes Quaranta giorni di libertà (1974), sous la direction de Leandro Castellani.
Le succès arrive avec Sandokan (1976) où il joue le rôle de sir William Fitzgerald.
Il a eu aussi des expériences discographiques, entre lesquelles en 1966 Dies Irae où il récite, et en 1969 le 45 tours L'estasi, où il chante avec Marisa Solinas.
En 1983, il présente le Festival de Sanremo avec Isabel Russinova, et en 20 juillet 1995 il conduit avec Miriam Fecchi Omaggio a Mia Martini, sur Rai Due.
En 2007 il est coprotagoniste de Guerre et Paix de Robert Dornhelm sur Rai Uno.

## Carrière

### 45 tours
- 1966 : Dies irae-Sempre più solo (Jolly, J 20419 ; réalisé avec I Samurai)
- 1968 : L'estasi-Universo (CDB, CDB 1135 ; avec Marisa Solinas)
- Janvier 1971 : Le farfalle sono libere-Ti prego... non scherzare con me (Ri-Fi), RFN NP 16427

### Télévision
- 1966 : Il conte di Montecristo de Edmo Fenoglio : Edmond Dantès
- 1970 : Un mese in campagna de Sandro Bolchi
- 1971 : Énéide de Franco Rossi
- 1972 : La morte di Danton de Mario Missiroli
- 1974 : 40 giorni di libertà (série télévisée) de Leandro Castellani
- 1976 : Sandokan de Sergio Sollima : Sir William Fitzgerald
- 1984 : W le donne (série télévisée) de Giancarlo Nicotra et Romolo Siena
- 1988 : La coscienza di Zeno de Sandro Bolchi
- 1991 : Seul face au crime (Un cane sciolto) de Giorgio Capitani
- 1992 : Il corraggio di Anna de Giorgi Capitani
- 1993 : Il giovane Mussolini (mini série télévisée) de Gianluigi Calderone
- 1993 : Piazza di Spagna (mini série télévisée) de Florestano Vancini
- 1994 : Un figlio a metà de Giorgio Capitani
- 1995 : Un figlio a metà - Un anno dopo de Giorgio Capitani
- 1995 : Il prezzo della vita de Stefano Reali
- 1996 : Positano de Vittorio Sindoni
- 1998 : Provincia segreta (mini série télévisée) de Francesco Massaro
- 1998 : Avvocati (série télévisée) de Giorgio Ferrera
- 2000 : Provincia segreta 2 (mini série télévisée) de Francesco Massaro
- 2001 : La memoria e il perdono (mini série télévisée) de Giorgio Capitani
- 2003 : Blindati (direction de Claudio Fragasso)
- 2004 : La tassinara (mini série télévisée) de José María Sánchez
- 2004 : Il mercante di Venezia de Michael Radford
- 2007 : Guerre et Paix (Guerra e pace) de Robert Dornhelm
- 2007 : Puccini de Giorgio Capitani
- 2010 : Sant'Agostino de Christian Duguay
- 2011 : La Traviata d'Antonio Frazzi
- 1970 : Un mese in campagna de Sandro Bolchi

### Cinéma
- 1959 : Le Roi cruel (Erode il Grande) de Victor Tourjansky
- 1961 : Les femmes accusent (Le italiane e l'amore) de Francesco Maselli
- 1963 : Massacre au Grand Canyon (Massacro al Grande Canyon) de Sergio Corbucci
- 1965 : L'Extase et l'Agonie (The Agony and the Ecstasy) de Carol Reed
- 1967 : La Boue, le Massacre et la Mort (El Desperado) de Franco Rossetti
- 1967 : È stato bello amarti d'Adimaro Sala
- 1967 : Django porte sa croix (Quella sporca storia nel West) d'Enzo G. Castellari
- 1968 : Les colts brillent au soleil (Quanto costa morire) de Sergio Merolle
- 1969 : Strada senza uscità de Gaetano Palmieri
- 1998 : Provincia segreta de Francesco Massaro
- 1999 : Golpe de estadio de Sergio Cabrera
- 2005 : Lettere dalla Sicilia de Manuel Gilberti
- 2006 : Nicola, lì dove sorge il sole de Vito Giuseppe Potenza

### Théâtre
- I giusti de Albert Camus
- Le farfalle sono libere de L. Gerche, direction de D. Montemurri
- La Papesa Giovanna de M. Moretti, direction de J. Quaglio
- Roma 335 di Carlo Bernari, direction de G. Ferrara
- La professione della signora Warren de George Bernard Shaw, direction de J. Kilty
- La signora delle Camelie de Alexandre Dumas, direction de G. De Lullo
- Simplicissimus de Grimmechausen, direction de A. Trionfo
- La farinella de G. C. Croce, direction de N. Mangano
- Pene d'amor perdute di Shakespeare, direction de M. Parodi
- As you like it de Shakespeare, direction de T. Calenda
- La cortigiana de Pierre L'Arétin, direction de M. Bernardi
- Gli amori inquieti de Carlo Goldoni, direction de A. Zucchi
- Becket e il suo re de Jean Anouilh, direction de A. Trionfo
- Amphitryon de Plaute, direction de M. Parodi
- Voulez vous jouer avec moi? de Marcel Achard, direction de L. Salveti
- Don Giovanni e il suo servo de Rocco Familiari, direction de A. Trionfo
- La commedia degli errori de Shakespeare, direction de A. Zucchi
- Caffé Feydeau de Georges Feydeau, direction de M. Parodi
- Peccato che fosse una sgualdrina de G. Ford, direction de A. Zucchi
- Tovarich de J. Deval, direction de M. Parodi
- Fiore di cactus de Barillet e Gredy, direction de Giorgio Albertazzi
- Alla stessa ora il prossimo anno de B. Slade, direction de Anna Proclemer
- Due dozzine di rose scarlatte de A. De Benedetti, direction de M. Parodi
- Tradimenti de Pinter, direction de A. Calensa
- L'onorevole il poeta e la signora de A. De Benedetti, direction de A. Calenda
- Il seduttore de D. Fabbri, direction de G. Sepe
- Il leone d'inverno, direction de M. Avogadro
- Bed bound de Enda Walsh, direction de V. Malositi
- Notturno indiano de A. Tabucchi, direction de T. Pedroni
- A number de Churchil, direction de V. Malositi
- Iphigénie en Tauride de Goethe, direction de J. Lassalle
- Zio Vanja de Anton Tchekhov, direction de Sergio Fantoni
- La lunga vita di Marianna Ucria de Dacia Maraini, direction de L. Pugelli
- Giù dal Monte Morgan de Arthur Miller, direction de Sergio Fantoni
- Othello de Shakespeare, direction de G. Sepe